# Jolanda Čeplak
Jolanda Čeplak (geb. Steblovnik; * 12. September 1976 in Celje) ist eine ehemalige slowenische Mittelstreckenläuferin, die im 800-Meter-Lauf Europameisterin und Olympiadritte wurde.

## Werdegang
Zu Beginn ihrer Karriere war Čeplak auf keine bestimmte Streckenlänge festgelegt, sondern lief alle sich bietenden Distanzen. Erst später spezialisierte sie sich auf die 800 Meter. Bei den Halleneuropameisterschaften 2000 wurde sie Vierte und bei den Hallenweltmeisterschaften 2001 Sechste.

### Europameisterin 800-Meter-Lauf 2002
2002 gelang ihr der Durchbruch. Unter anderem gewann sie bei den Halleneuropameisterschaften in Wien die Goldmedaille über 800 Meter und stellte dabei einen Hallenweltrekord auf. Ebenfalls Gold über 800 Meter holte sie bei den Europameisterschaften 2002 in München. 2003 lief sie bei den Hallenweltmeisterschaften auf Platz vier.
Bei den Hallenweltmeisterschaften 2004 in Budapest gewann sie im 800-Meter-Lauf die Silbermedaille und bei den Olympischen Sommerspielen 2004 in Athen die Bronzemedaille über 800 Meter hinter Kelly Holmes (GBR) und Hasna Benhassi (MAR). 2007 gewann sie Bronze bei den Halleneuropameisterschaften.

### Dopingsperre 2007
Im Juni desselben Jahres wurde Jolanda Čeplak bei einer unangemeldeten Dopingkontrolle an ihrem Wohnort Monaco positiv auf Erythropoetin (EPO) getestet und daraufhin von der IAAF suspendiert. Vom slowenischen Leichtathletikverband wurde eine zweijährige Sperre verhängt. Čeplak wurde unter anderem vom ehemaligen Leipziger Sportmediziner Helmut Stechemesser trainiert, zu dessen Schützlingen auch die des Dopings überführten Stephanie Graf und Susanne Pumper gehörten.
Jolanda Čeplak hatte bei einer Größe von 1,68 m ein Wettkampfgewicht von 52 kg. Čeplaks slowenischer Rekord über 800 Meter steht seit 2002 bei 1:55,19 min.
Weitere Bestzeiten:
- 1000 m: 2:31,66 min (2002)
- 1500 m: 4:02,44 min (2003)
- 1 Meile: 4:29,58 min (2006)